# Holorusia mara
Holorusia mara är en tvåvingeart som först beskrevs av Alexander 1953.  Holorusia mara ingår i släktet Holorusia och familjen storharkrankar. Inga underarter finns listade i Catalogue of Life.